# Guy Vidal
Pour les articles homonymes, voir Vidal.
Guy Vidal, né le 8 juin 1939 à Marseille et mort le 4 octobre 2002 à Saint-Cloud, est un éditeur et scénariste de bande dessinée français, surtout connu pour ses activités chez Dargaud.

## Biographie
(janvier 2021).

### Débuts
Guy Vidal débute dans le journalisme à 17 ans, à Versailles, aux côtés de Roland Faure. Après un bref passage à Radio-Luxembourg (devenue RTL), il entre à la rédaction de Pilote, dans les années 1960, au moment où René Goscinny, Jean-Michel Charlier et Albert Uderzo reprennent le contrôle de cet hebdomadaire surnommé « le magazine des jeunes de l'an 2000 » qu'ils avaient lancé en octobre 1959.
Il partage tous les évènements de ce journal, où se croisent des auteurs majeurs de la bande dessinée « moderne » - de Jacques Tardi à Claire Bretécher, en passant par Jean-Marc Reiser, Nikita Mandryka, Gotlib, Cabu, etc.
En 1970, il coécrit une Merveilleuse Histoire de Paris illustrée par Jacques Devaux et Henri Dimpre, et rééditée en 1982 sous le titre L'Aventure de Paris avec une préface du maire de la commune Jacques Chirac.

### Rédacteur en chef dePilote
Entre 1973 et 1974, à la demande de son éditeur, Georges Dargaud, et alors que l'hebdomadaire, secoué par l'onde de choc de mai 68, s'apprête à devenir mensuel, Guy Vidal en devient le rédacteur en chef.
Pendant que des anciens collaborateurs de Pilote fondent les magazines Métal hurlant et Fluide glacial, Vidal réussit à stabiliser Pilote, aidé par la présence d’Enki Bilal, de Gérard Lauzier, Pierre Christin et de nombreux autres artistes importants.
Alors que son « patron », René Goscinny, devenu son ami, disparaît le 5 novembre 1977, il lui rend hommage en faisant figurer, dans les pages du journal, aux côtés d'auteurs reconnus de la BD, un certain nombre de plumes : Pierre Desproges, Louis Nucéra, Jacques-André Bertrand, Pierre Lebedel, Marie-Ange Guillaume, Claude Klotz et même l'ancien directeur de la Très Grande Bibliothèque, Dominique Jamet.
Dans le même temps, devenu scénariste, il travaille avec Alexis, Florenci Clavé (Les Innocents d'El Oro), Antonio Parras, Morris (La Fiancée de Lucky Luke), Alain Bignon (la saga d'Albert Froidevaux, quatre albums de « petites » histoires contemporaines, qui ont été réédités, en un seul volume, sous le titre « Passé simple », aux Humanoïdes Associés) et publie, avec Michel Henry, une volumineuse et anecdotique Aventure de Paris, préfacée par Jacques Chirac.
Vidal est éloigné de la rédaction-en-chef de Pilote à l'hiver 1981-1982. Il reste ensuite membre du comité de rédaction, mais ne peut influer sur la ligne éditoriale du périodique, dont il déplore l'évolution jusqu'à sa disparition en 1989.

### Éditeur chez Dargaud
Guy Vidal demeure éditeur chez Dargaud.
Comme scénariste, il poursuit sa collaboration avec Alain Bignon, écrit un album de Lucky Luke pour Morris (1985) et crée avec le dessinateur Jean-Pierre Gibrat une série mettant en scène Médecins sans Frontières Okapi (1988-1993). 
Après le rachat de Dargaud par le groupe Ampère en 1988, Vidal se retrouve en désaccord croissant avec ses nouveaux employeurs et finit par quitter le groupe l'année suivante. Il rejoint alors les deux maisons de l'éditeur suisse Fabrice Giger : Les Humanoïdes associés, qu'il rejoint avec de nombreux auteurs et la collection « Images-Passions » , et Alpen Publishers, où il succède à Jean-Michel Charlier au scénario des Gringos.
En 1993, il est de nouveau chez Dargaud dont il redevient un des directeurs littéraires, puis le directeur éditorial.
Parallèlement, avec ses amis Patrick Cauvin et Jean-Louis Robert, il écrit pour la télévision et, en librairie, continue avec Victor de la Fuente, la série des Gringos, héritée de Jean-Michel Charlier.

## Publications

### Albums
Vidal est scénariste de ces albums, et ses collaborateurs en sont les dessinateurs.
- Les Innocents d'El Oro, avec Florenci Clavé, Dargaud, coll. « Pilote » no 4, 1977  (ISBN 2-205-01131-6).
- L'Île aux chiens, avec Florenci Clavé, Dargaud, coll. « Pilote » no 17, 1979  (ISBN 2-205-01490-0).
- Tu n'es pas le bon Dieu petit Chinois, avec Antonio Parras, Dargaud, coll. « Pilote » no 35, 1981  (ISBN 2-205-01813-2).
- Quatre histoires dans Morceaux choisis de... Ve, avec Alexis, Dargaud, coll. « Pilote » no 36, 1981  (ISBN 2-205-01814-0).
- Une Éducation algérienne, avec Alain Bignon, Dargaud, coll. « Portraits souvenirs », 1982  (ISBN 2-205-02241-5).
- Charlie and Boys, avec Florenci Clavé, Dargaud, coll. « Pilote » no 61, 1983  (ISBN 2-205-02527-9).
- Plus con on tue, avec Alain Bignon, Dargaud, coll. « Portraits Souvenirs », 1983  (ISBN 2-205-02535-X).
- Lucky Luke, avec Morris, Dargaud :

1. La Fiancée de Lucky Luke, 1985  (ISBN 2-205-03043-4).
2. « Le Ranch maudit » et « La Statue » dans Le Ranch maudit (sous le pseudonyme collectif Claude Guylouis), 1986  (ISBN 2-205-03406-5).
3. L'Alibi (sous le pseudonyme collectif Claude Guylouis), 1987  (ISBN 2-88257-002-3).

- Un malaise passager, avec Alain Bignon, Dargaud, coll. « Portraits Souvenirs », 1985  (ISBN 2-205-02776-X).
- Tout le monde aime le printemps, avec Alain Bignon, Dargaud, coll. « Portraits Souvenirs », 1987  (ISBN 2-205-03309-3)[4].
- Médecins sans frontières, avec Jean-Pierre Gibrat, Bayard :

1. Mission en Afrique, 1988  (ISBN 2-7009-4058-X).
2. Mission en Thaïlande, 1981  (ISBN 2-7009-4075-X).
3. Mission au Guatemala, 1994  (ISBN 2-7009-4087-3).

- Passé simple, avec Alain Bignon, Les Humanoïdes associés, 1993  (ISBN 2-7316-1109-X). Reprend les quatre albums réalisés par les deux hommes précédés d'un avant-propos illustré par des auteurs amis.
- Les Gringos, avec Victor De La Fuente,  Alpen / Dargaud :

1. Viva Adelita, 1992  (ISBN 2-7316-1030-1).
2. Viva Mexico, 1993  (ISBN 2-7316-1033-6).
3. Viva Nez Cassé, 1995  (ISBN 2-205-04283-1).
4. Viva Zapata, 1996  (ISBN 2-205-04505-9).